# Fahad Al-Bishi
Fahad Al-Bishi (10 de setembro de 1965) é um ex-futebolista profissional saudita, meia, está aposentado.

## Carreira
Awad Al-Anazi fez parte do elenco da Seleção Saudita de Futebol da Copa do Mundo de 1994. Ele foi artilheiro da Copa da Ásia de 1992
Disputou os Jogos Olímpicos de Los Angeles, 1984.

## Títulos
Arábia Saudita
- Copa Rei Fahd de 1992: - Vice
- Copa da Ásia de 1992: - Vice